# Geometrimima callista
Geometrimima callista là một loài bướm đêm trong họ Noctuidae.